# Manuel Domecq García
Manuel Tomás Domecq García (Tobatí, Paraguay, 1859 - Buenos Aires, 1951) est un militaire et homme politique paraguayen naturalisé argentin. 
Après une enfance au Paraguay, bousculée par la guerre de la Triple-Alliance, et tôt devenu orphelin, il fut élevé chez sa tante à Buenos Aires et se lança dans la carrière militaire. Haut gradé de la marine argentine, il commanda la flotte de guerre et remplit plusieurs missions à l’étranger en lien avec la commande de vaisseaux de guerre par l’Argentine, puis comme observateur de guerre au Japon, dans le cadre de la guerre russo-japonaise. Nommé ministre de la Marine sous la présidence de Marcelo T. de Alvear, il présenta des projets dans le domaine de la marine marchande et mena à bien quelques accords diplomatiques.
Il fut le cofondateur du groupement d’extrême droite Ligue patriotique argentine (à la fois organisation d’encadrement social et force paramilitaire d’appoint au service du patronat lors de conflits sociaux), qu’il fournissait en armements.

## Biographie

### Enfance et guerre de la Triple-Alliance
Manuel Domecq García était le fils de Tomás Domecq, médecin militaire qui perdit la vie en 1868, pendant le siège d’Humaitá (en), et d’Eugenia García Ramos de Domecq, qui périt dans la bataille de Piribebuy (es) le 12 août 1869. Manuel Domecq García avait 6 ans lorsqu’éclata la guerre de la Triple-Alliance. L’une des batailles les plus féroces de cette guerre fut la bataille d'Acosta Ñú (en), lors de laquelle des centaines d’enfants furent massacrés, et dont Domecq García était l’un des rares rescapés.
La guerre terminée, Manuel, devenu orphelin, se retrouva entre les mains de l’armée brésilienne. Des soldats de cette armée se présentèrent au logis d’une tante de l’enfant, Concepción Domecq de Decoud, et lui proposèrent, moyennant paiement de huit livres sterling « pour le service » (forte somme pour l’époque), de lui rendre le petit Manuel, qui était retenu captif dans le campement brésilien.

### Voyage pour Buenos Aires
Quelque temps après avoir été « récupéré » par ses tante et oncle, Manuel et sa sœur Eugenia, âgée de cinq ans, recueillie elle aussi par ces mêmes tante et oncle, furent envoyés en Argentine pour y être élevés par un oncle maternel, Manuel García Ramos, propriétaire d’un domaine agricole (estancia), qui passait à l’époque pour considérable.
À mi-chemin du trajet des enfants vers Buenos Aires, Manuel s’égara et, en dépit de tous les efforts de la personne chargée de veiller sur les enfants, il fut impossible de le retrouver, de sorte que le voyage dut être poursuivi sans lui. Manuel García Ramos, informé dès l’arrivée des voyageurs, entreprit des recherches au moyen de circulaires et de lettres à ses amis.
Le jour de l’égarement, Manuel était monté sur le cheval d’un officier brésilien, lequel l’emporta au Brésil, où il fut recueilli par le maréchal Luis Alves de Lima e Silva, duc de Caxias, qui se prit d’affection pour l’enfant et souhaita l’adopter ; cependant Manuel García Ramos, sitôt qu’il en fut avisé, partit pour le Brésil afin se le faire restituer.
Une fois à Buenos Aires, les deux enfants allèrent vivre dans la maison d’une sœur de leur mère, doña Demofila García Ramos de Lanús.

### Engagement et carrière dans la marine argentine
En 1877, Manuel Domecq García entra à l’École navale militaire (es), qui venait d’être fondée en 1872 et dispensait alors ses enseignements sur le navire General Brown. Il en sortit avec le titre de garde-marine. 

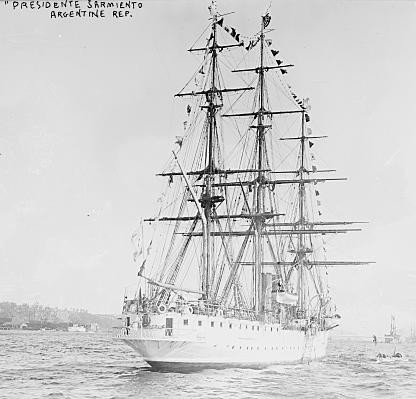
La frégate Presidente Sarmiento en 1909.

Plusieurs années plus tard, il fut envoyé en Grande-Bretagne pour y surveiller la construction de la frégate Sarmiento. Sa mission remplie, Domecq García s’en retourna en Argentine, où il fut nommé commandant en chef de la Division du Río de la Plata.
Domecq García, alors doté du grade de capitaine, fut désigné par le gouvernement de Julio Argentino Roca président de la commission argentine pour la construction des croiseurs cuirassés Moreno et Rivadavia à Gênes, ceux-ci étant appelés à rejoindre ceux déjà livrés à la marine argentine : les San Martín, General Belgrano (es), Pueyrredón, Garibaldi (es) et Patria (es),. Les deux croiseurs cuirassés, achevés de construire en 1904, furent toutefois revendus ensuite à l’empire du Japon.
En 1904, Domecq García fut nommé observateur dans la guerre russo-japonaise, et ne regagna l’Argentine qu’en mai 1906, soit près de deux ans après son arrivée au Japon.
Le 19 mai 1908, ayant été promu contre-amiral, il reçut les palmes de l’amirauté.
Le 17 décembre 1908, le président Figueroa Alcorta le choisit pour président de la commission navale chargée d’examiner les propositions et de recueillir les rapports des différents chantiers navals susceptibles de construire des navires aptes à renforcer la puissance maritime de l’Argentine. Ladite commission se rendit en Europe et aux États-Unis, et passa commande de la construction des deux vaisseaux de guerre les plus vastes du monde à cette époque, qui coûteront à l’État argentin cinq millions de livres sterling. Ces deux cuirassés furent à leur tour baptisés des noms de Moreno et Rivadavia.
Après trois ans passés aux États-Unis et en Europe à la tête de cette mission, Domecq García s’en revint en Argentine, et fut nommé commandant en chef de l’Escadre de mer. Il eut sous son commandement les cuirassés Moreno puis, avec le grade de vice-amiral, du cuirassé Rivadavia, le navire amiral de la flotte argentine.

### Ligue patriotique argentine

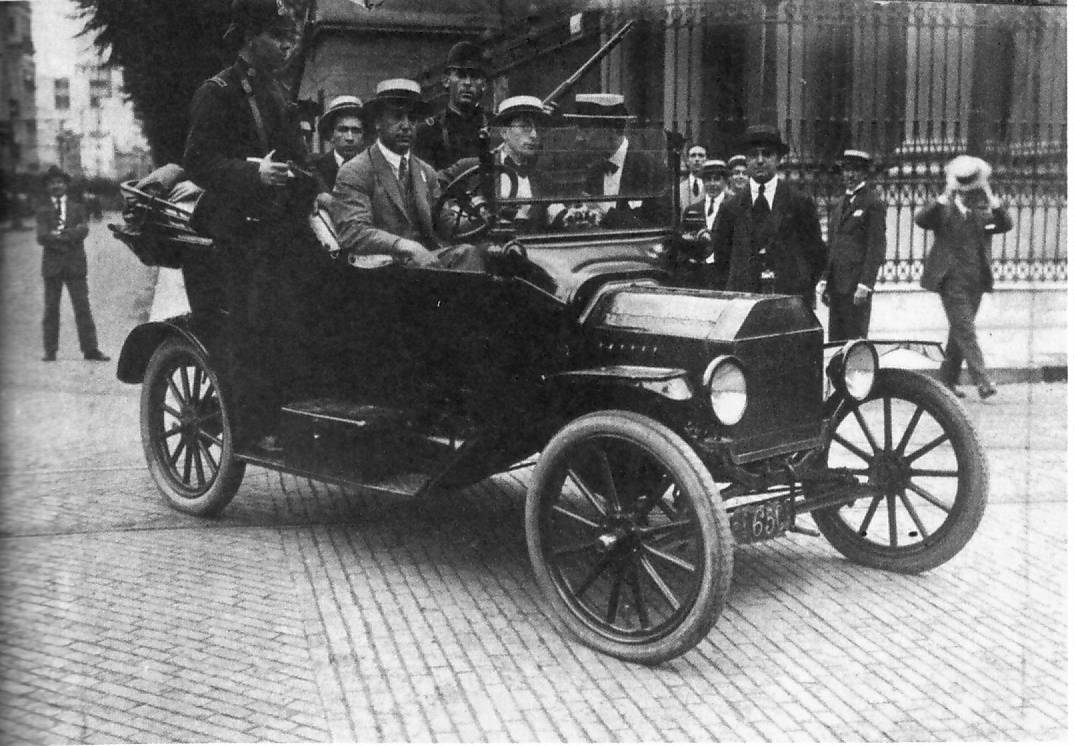
Membres de la Ligue patriotique argentine parcourant les rues de Buenos Aires en compagnie de policiers lors de la Semaine tragique en janvier 1919.

Le 16 janvier 1919, tandis que des affrontements sanglants avaient lieu dans la banlieue de Buenos Aires entre grévistes et forces de répression, un groupe paramilitaire d’extrême droite fut mis sur pied au Centro Naval et baptisé quelques jours plus tard Ligue patriotique argentine ; Manuel Domecq García en fut élu président à titre provisoire, fonction qu’il remplit jusqu’en avril de la même année. Lorsqu’en novembre 1920 fut déclenchée la grève générale des péons (journaliers) dans la province de Santa Cruz, en Patagonie, mouvement social connu sous le nom de Patagonie rebelle, la Ligue s’offrit à prêter main-forte au patronat local pour juguler la grève et servir de force d’appoint aux troupes dépêchées sur place par le gouvernement pour mener la répression. Ainsi la Ligue joua-t-elle un rôle de premier plan dans ce conflit, qui s’acheva en janvier 1922 sur un bilan de 1 500 travailleurs tués.
Les réunions de cette organisation, qui combinait les fonctions de troupe de choc au service du patronat et de structure d’encadrement social et de propagande, se tenaient dans les salons du Círculo Militar (es), où Domecq García, aux côtés du contre–amiral Eduardo O'Connor (es), distribuait les armes que la Ligue utilisait lors de ses opérations.

### Ministre de la Marine
En 1922, le président de la Nation Marcelo T. de Alvear le désigna ministre de la Marine, auquel titre Domecq García sera notamment le rédacteur du projet d’accord entre l’Argentine et l’Uruguay sur la fixation des limites territoriales entre les deux pays, ainsi que de l’avant-projet de formation de la Marine marchande argentine d’outremer et du projet de réaménagement du port de Quequén, dans le sud de la province de Buenos Aires.
Durant son mandat ministériel, il prit congé de l’armée, au terme de 58 années de service. Il mourut le 11 janvier 1951, à l’âge de 92 ans, et fut inhumé au cimetière de la Recoleta de Buenos Aires,.